# Circonscription de Mahdia
La circonscription de Mahdia est une ancienne circonscription électorale tunisienne. Elle couvre le territoire du gouvernorat de Mahdia.
Lors de l'élection de l'assemblée constituante de 1956, elle porte le nom de circonscription de Mahdia-Souassi, alors que lors des trois premières législatures, lorsque la région est encore rattachée au gouvernorat de Sousse, elle est appelée circonscription de Sousse III.
Le décret-loi no 2022-55 du 15 septembre 2022 la divise en six circonscriptions.

## Résultats électoraux
Voici les résultats des élections constituantes tunisiennes de 2011 pour la circonscription ; la liste donne les partis ayant obtenu au moins un siège :
| Parti          | Parti                                                              | Voix    | %    | Sièges |
| -------------- | ------------------------------------------------------------------ | ------- | ---- | ------ |
|                | Ennahdha                                                           | 40 738  | 31,1 | 3      |
|                | Pétition populaire pour la liberté, la justice et le développement | 9 707   | 7,4  | 1      |
|                | L'Initiative                                                       | 8 881   | 6,8  | 1      |
|                | Congrès pour la République                                         | 8 352   | 6,4  | 1      |
|                | Afek Tounes                                                        | 8 096   | 6,2  | 1      |
|                | Parti de l'équité et de l'égalité                                  | 6 088   | 4,7  | 1      |
| Inscrits       | Inscrits                                                           | 287 357 | 100  | 8      |
| Votants        | Votants                                                            | 140 655 |      | -      |
| Exprimés       | Exprimés                                                           | 131 065 | 100  | -      |
| Blancs et nuls | Blancs et nuls                                                     | 9 590   |      | -      |

## Représentants

### Constituants
|  | Nom              | Parti                                                                           |
|  | ---------------- | ------------------------------------------------------------------------------- |
|  | Mohamed Masmoudi | Front national (Néo-Destour)                                                    |
|  | Mohamed Kacem    | Front national (Union nationale des agriculteurs)                               |
|  | M'hammed Sfar    | Front national (Union tunisienne de l'industrie, du commerce et de l'artisanat) |
|  | Frej Jomâa       | Front national (Néo-Destour)                                                    |

|  | Nom                      | Image | Parti |
|  | ------------------------ | ----- | --- |
|  | Hédi Ben Braham          |       | Ennahdha |
|  | Nejiba Berioul           |       | Ennahdha |
|  | Abdelaziz Chaabane       |       | Ennahdha |
|  | Jalel Farhat             |       | Pétition populaire pour la liberté, la justice et le développement, Union patriotique libre, indépendant puis Parti de la voix du peuple tunisien |
|  | Rim Mahjoub              |       | Afek Tounes, Al Joumhouri, indépendante puis Afek Tounes                                                                                          |
|  | Mohamed Fadhel El Ouej   |       | Initiative nationale destourienne puis Mouvement destourien                                                                                       |
|  | Rafik Tlili              |       | Congrès pour la République puis Mouvement Wafa |
|  | Mohamed Lotfi Ben Mosbah |       | Parti de l'équité et de l'égalité puis Al Rafah                                                                                                   |

### Députés
|  | Nom                | Parti                        |
|  | ------------------ | ---------------------------- |
|  | Mohamed Masmoudi   | Front national (Néo-Destour) |
|  | Mohamed Gannouni   | Front national (Néo-Destour) |
|  | Abdelaziz Tarchoun | Front national (Néo-Destour) |
|  | Frej Jomâa         | Front national (Néo-Destour) |

|  | Nom                 | Parti                       |
|  | ------------------- | --------------------------- |
|  | Habib Bourguiba Jr. | Parti socialiste destourien |
|  | Belgacem Abdelhak   | Parti socialiste destourien |
|  | Sassi Rejeb         | Parti socialiste destourien |
|  | Béchir Ben Njima    | Parti socialiste destourien |

|  | Nom                 | Parti                                                                                         |
|  | ------------------- | --------------------------------------------------------------------------------------------- |
|  | Habib Bourguiba Jr. | Parti socialiste destourien                                                                   |
|  | M'hammed Sfar       | Parti socialiste destourien et Union tunisienne de l'industrie, du commerce et de l'artisanat |
|  | Béchir Ben Slama    | Parti socialiste destourien                                                                   |

|  | Nom              | Parti                                                                                         |
|  | ---------------- | --------------------------------------------------------------------------------------------- |
|  | Tahar Belkhodja  | Parti socialiste destourien                                                                   |
|  | Mohamed Ennaceur | Parti socialiste destourien                                                                   |
|  | Béchir Ben Slama | Parti socialiste destourien                                                                   |
|  | M'hammed Sfar    | Parti socialiste destourien et Union tunisienne de l'industrie, du commerce et de l'artisanat |

|  | Nom                   | Parti                                                                                         |
|  | --------------------- | --------------------------------------------------------------------------------------------- |
|  | Rachid Sfar           | Parti socialiste destourien                                                                   |
|  | Hassen Sidhom         | Parti socialiste destourien et Union générale tunisienne du travail                           |
|  | Moncef Ben Mosbah     | Parti socialiste destourien et Union nationale des agriculteurs                               |
|  | M'hammed Sfar         | Parti socialiste destourien et Union tunisienne de l'industrie, du commerce et de l'artisanat |
|  | Mohamed Habib Letaïef | Parti socialiste destourien                                                                   |

|  | Nom               | Parti                                             |
|  | ----------------- | ------------------------------------------------- |
|  | Tahar Belkhodja   | Front national (Parti socialiste destourien)      |
|  | Mohamed Ennaceur  | Front national (Parti socialiste destourien)      |
|  | Moncef Ben Mosbah | Front national (Union nationale des agriculteurs) |
|  | Béchir Ben Slama  | Front national (Parti socialiste destourien)      |
|  | Ali Hadded        | Front national (Parti socialiste destourien)      |

|  | Nom                 | Parti                                              |
|  | ------------------- | -------------------------------------------------- |
|  | Rachid Sfar         | Union nationale (Parti socialiste destourien)      |
|  | Ameur Ben Abdallah  | Union nationale (Parti socialiste destourien)      |
|  | Moncef Ben Mosbah   | Union nationale (Union nationale des agriculteurs) |
|  | Chaâbane Belhareth  | Union nationale (Parti socialiste destourien)      |
|  | Abdelkrim Chouchane | Union nationale (Parti socialiste destourien)      |

|  | Nom                   | Parti                                                                          |
|  | --------------------- | ------------------------------------------------------------------------------ |
|  | Mohamed Habib Hamza   | Rassemblement constitutionnel démocratique                                     |
|  | Mohamed Ben Ali Lejmi | Rassemblement constitutionnel démocratique                                     |
|  | Moncef Ben Mosbah     | Rassemblement constitutionnel démocratique et Union nationale des agriculteurs |
|  | Salah Belâbed         | Rassemblement constitutionnel démocratique                                     |
|  | Abdelkrim Chouchane   | Rassemblement constitutionnel démocratique                                     |
|  | Mohamed Ben Romdhane  | Rassemblement constitutionnel démocratique                                     |

|  | Nom                 | Parti                                      |
|  | ------------------- | ------------------------------------------ |
|  | Mohamed Habib Hamza | Rassemblement constitutionnel démocratique |
|  | Tahar Rejeb         | Rassemblement constitutionnel démocratique |
|  | Béchir Haddege      | Rassemblement constitutionnel démocratique |
|  | Salah Belâbed       | Rassemblement constitutionnel démocratique |
|  | Noureddine Chiha    | Rassemblement constitutionnel démocratique |
|  | Mohamed Souaï       | Rassemblement constitutionnel démocratique |
|  | Salem Rejeb         | Mouvement Ettajdid                         |

|  | Nom                     | Parti                                      |
|  | ----------------------- | ------------------------------------------ |
|  | Mohamed Habib Hamza     | Rassemblement constitutionnel démocratique |
|  | Mohieddine Ben Jazia    | Rassemblement constitutionnel démocratique |
|  | Mehdi Ben Frej          | Rassemblement constitutionnel démocratique |
|  | Abderrazak Ghezayel     | Rassemblement constitutionnel démocratique |
|  | Rebeh Bent Cheikh Mekki | Rassemblement constitutionnel démocratique |
|  | Ameur Ben Abdallah      | Rassemblement constitutionnel démocratique |
|  | Saïd Nefla              | Mouvement des démocrates socialistes       |

|  | Nom                 | Parti                                      |
|  | ------------------- | ------------------------------------------ |
|  | Youssef Remadi      | Rassemblement constitutionnel démocratique |
|  | Ameur Ben Abdallah  | Rassemblement constitutionnel démocratique |
|  | Mabrouk Aouini      | Rassemblement constitutionnel démocratique |
|  | Mohamed Ben Saïd    | Rassemblement constitutionnel démocratique |
|  | Nebiha Abid         | Rassemblement constitutionnel démocratique |
|  | Abderrazak Ghezayel | Rassemblement constitutionnel démocratique |
|  | Zeineb Ben Zakkour  | Mouvement des démocrates socialistes       |
|  | Khaled Ben Mansour  | Parti de l'unité populaire                 |

|  | Nom                   | Parti                                      |
|  | --------------------- | ------------------------------------------ |
|  | Mohamed Mounir Jebara | Rassemblement constitutionnel démocratique |
|  | Ameur Ben Abdallah    | Rassemblement constitutionnel démocratique |
|  | Mabrouk Aouini        | Rassemblement constitutionnel démocratique |
|  | Emna Mejri            | Rassemblement constitutionnel démocratique |
|  | Habib Azzouz          | Rassemblement constitutionnel démocratique |
|  | Dalila Ben Amor       | Rassemblement constitutionnel démocratique |
|  | Zeineb Ben Zakkour    | Mouvement des démocrates socialistes       |
|  | Taoufik Bouhlel       | Parti de l'unité populaire                 |